# Raffaele De Rosa (Politiker)

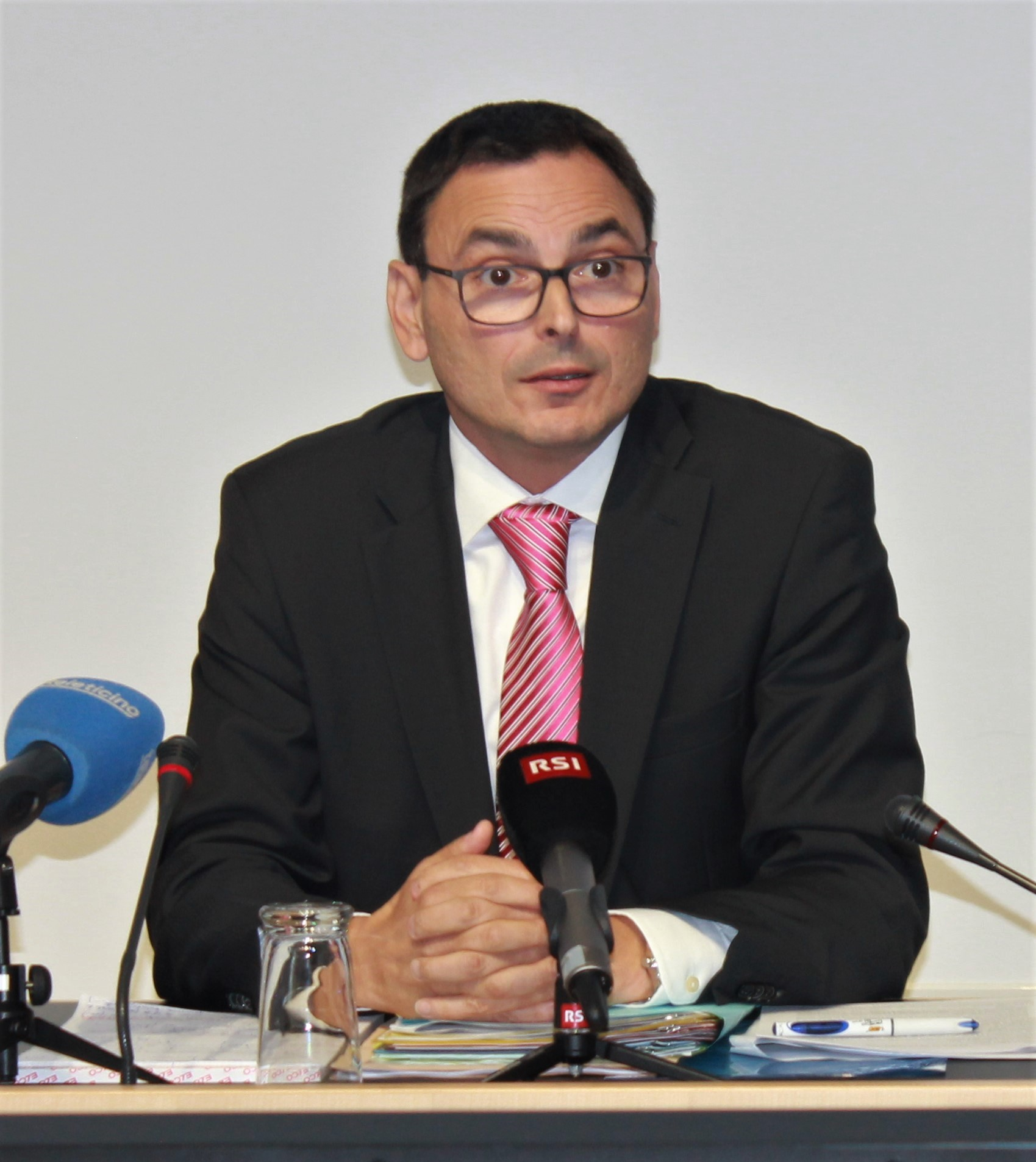
Raffaele De Rosa (2019)

Raffaele De Rosa (* 2. Januar 1973, heimatberechtigt in Riviera TI) ist ein Schweizer Ökonom, Politiker, Tessiner Grossrat und Staatsrat der Christlichdemokratischen Volkspartei (CVP).

## Werdegang
Nach dem Abschluss des Studiums der Volkswirtschaftslehre promovierte er 2000 an der Universität Freiburg in Volkswirtschaftslehre und schloss im selben Jahr an der Universität Neuenburg mit einem Nachdiplom in Statistik und Mathematik ab. Seine politische Tätigkeit begann im Jahr 2000 als Gemeinderat in der Gemeinde Lodrino. Im Jahr 2017 wurde er zum Bürgermeister der Gemeinde Riviera ernannt.
Als Mitglied der Demokratischen Volkspartei trat er 5. Mai 2003 in den Tessiner Grossrat. Er ist Bürgermeister von Riviera TI. Doktor in Volkswirtschaftslehre, seit 2011 ist er Direktor der Regionalbehörde für die Entwicklung von Bellinzona und Tälern (ERS-BV). Am 7. April 2019 wurde er als Tessiner Staatsrat gewählt. Er ist verheiratet und hat zwei Kinder. Er wohnt in Lodrino TI.